# Rhytiphora petrorhiza
Rhytiphora petrorhiza är en skalbaggsart som först beskrevs av Jean Baptiste Boisduval 1835.  Rhytiphora petrorhiza ingår i släktet Rhytiphora och familjen långhorningar. Inga underarter finns listade i Catalogue of Life.